# Glyphopeltis
Glyphopeltis — рід грибів родини Psoraceae. Назва вперше опублікована 1985 року.